# Дымовая завеса
Эта статья о газовом средстве маскировки. О музыкальной группе см. Дымовая Завеса (группа).
Дымовая завеса — вид маскировки, с применением дыма или аэрозоля, напускаемого на поле боя с целью скрыть манёвр и передвижения войск (военнослужащих, подразделений, частей) или сил (катеров, кораблей).
В переносном смысле термин употребляется для обозначения любых похожих по принципу действия отвлекающих манёвров. Так, «дымовые завесы» могут употребляться в пропаганде, при проведении избирательной кампании и так далее.
В охранной деятельности «дымовыми завесами» называют охранно-дымовые системы, используемые для быстрого вывода охраняемого объекта из зоны видимости злоумышленника с целью его дезориентации.
Также используется в политическом смысле для маскировки нежелательных для разглашения для общественности малопривлекательных действий политиков.

## История
Постановка дымовых завес активно практиковалась почти на всех фронтах Первой мировой войны.
В боевых действиях на море в ходе 1-й мировой войны дымовые завесы ставились из дымовых труб кораблей (нефтяные завесы), путем сброса на воду или буксировки специальных дымных буев, а также с помощью специальной дымовой аппаратуры. Дымовые занавеси применялись в Ютландской морской битве 1916 г. , в операции английского флота за заблокирование баз немецких подводных лодок в Зебрюгге и Остенде в 1917 г. и в других операциях.
Средства аэрозольного противодействия (дымы) впервые нашли применение в ходе боёв и операций Русской армии на фронтах Первой мировой. Было установлено, что задымление целей существенно снижает эффективность артиллерийского, ружейно-пулемётного огня и бомбардировок авиацией противника.
Широко применялись средства дымовой максировки основными воюющими державами во Второй мировой войне. Широко применялись при обороне морских баз, (Ленинграда — прикрытие переходов кораблей и транспортных судов, осуществлявших перевозку войск и грузов в 1941—1943), при высадке морских десантов, для обеспечения выхода торпедных катеров в атаку и в ходе других боевых действий.. Так, в СССР были сформированы специальные подразделения, вооружённые средствами постановки дымзавес, на всех военно-морских базах (Таллин, Ленинград, Кронштадт, Одесса, Севастополь и др.); они активно использовались в ходе обороны этих баз и значительно снизили результативность артиллерийских обстрелов и авиационных атак противника.
Дымовые завесы могут быть поставлены с корабля (катера), самолета и непосредственно из самого замаскированного корабля. При постановке дымовой завесы учитываются направление и сила ветра, курс и скорость маскирующихся кораблей, а также кораблей противника; определяются курс и скорость постановщика завесы, пеленг закрытия и длина завесы. В современных условиях, несмотря на использование радиолокации, дымовые завесы сохраняют свое значение и при успешном подавлении радиолокационных средств противника они продолжают оставаться одним из способов маскировки. При форсировании реки Днепр в октябре 1943 года химические войска Красной Армии применили дымовую завесу протяжённостью 30 километров.
В настоящее время подобные средства широко используются в армиях и органах правопорядка различных государств, в том числе в специальных подразделениях. Например, дымы и аэрозоли применяются для противодействия средствам разведки и наведения высокоточного оружия противника. В современных условиях, несмотря на использование радиолокации, дымовые завесы сохраняют свое значение и при успешном подавлении радиолокационных средств противника они продолжают оставаться одним из способов маскировки. Современные дымовые завесы способны защитить объект не только в видимом, но и в инфракрасном спектре, а также мешать работе лазерных целеуказателей

## Галерея

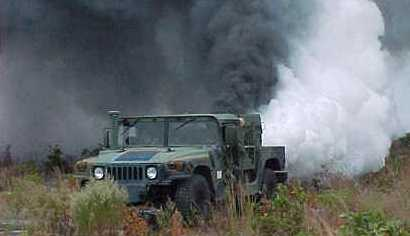
Дымовая завеса в исполнении американских военных, дымогенератор на армейском вездеходе Хамви
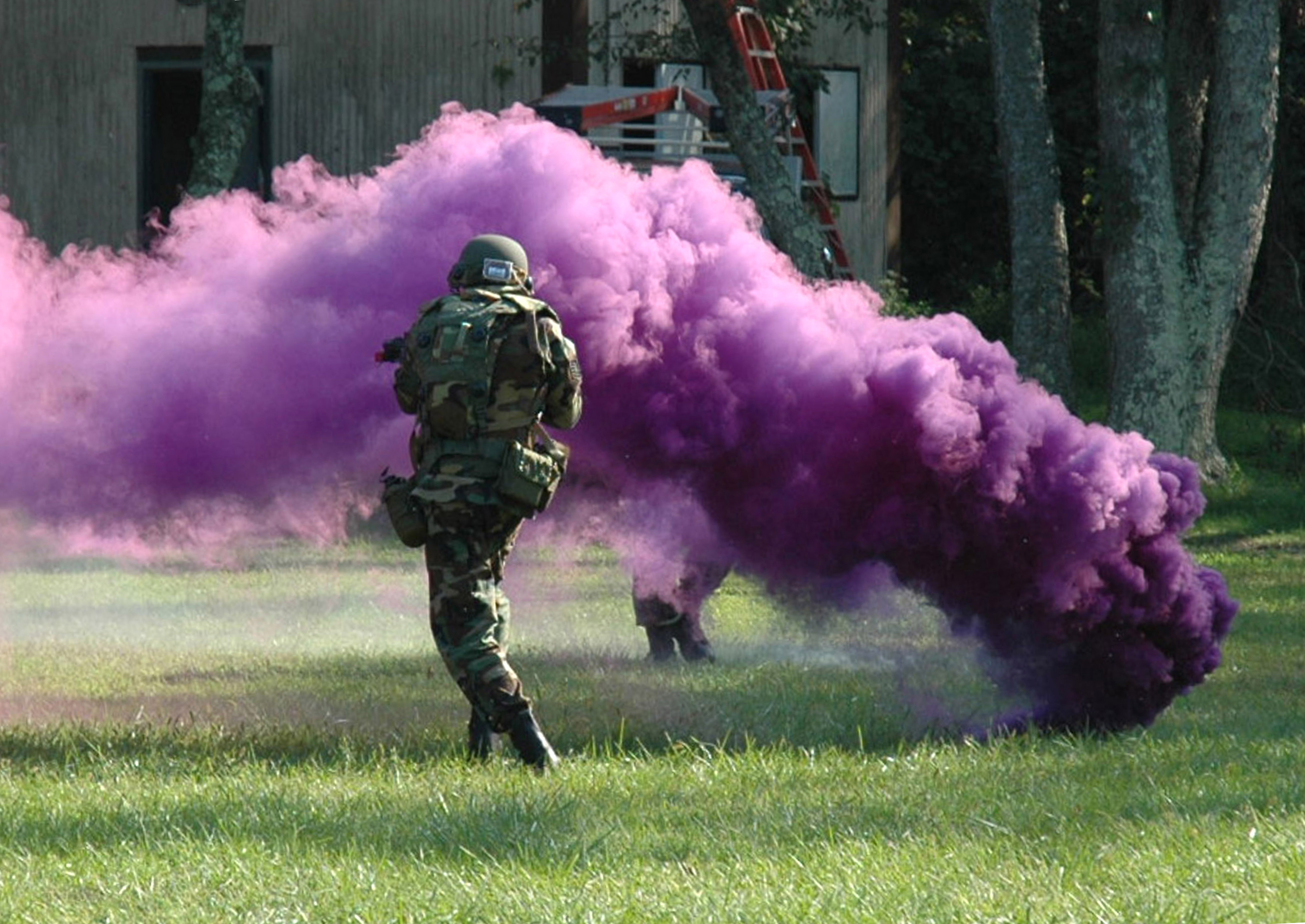
Дымовая завеса от применения дымовой гранаты
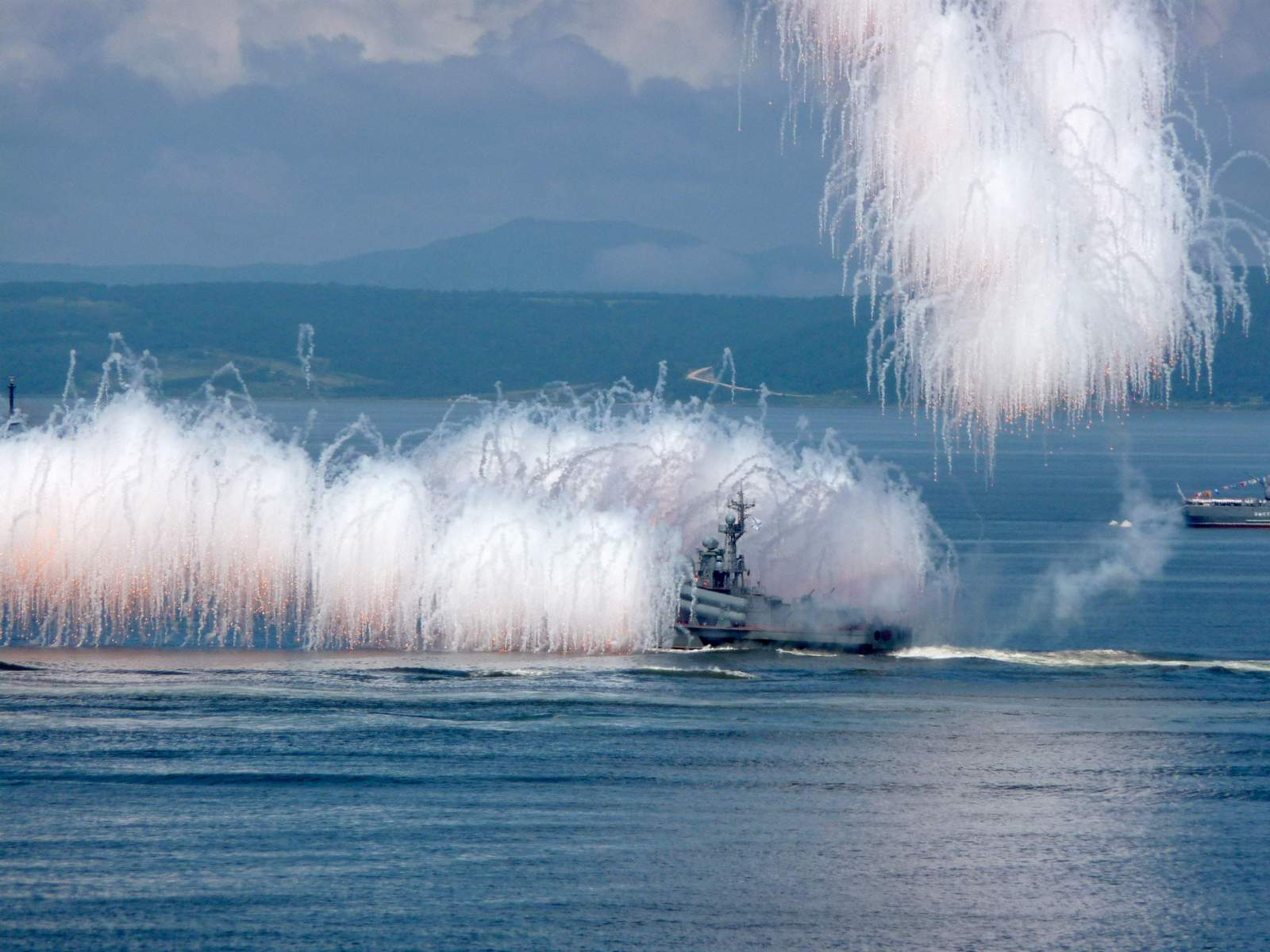
Постановка дымовой завесы ракетными катерами, День ВМФ, Владивосток, 27 июля 2009 года
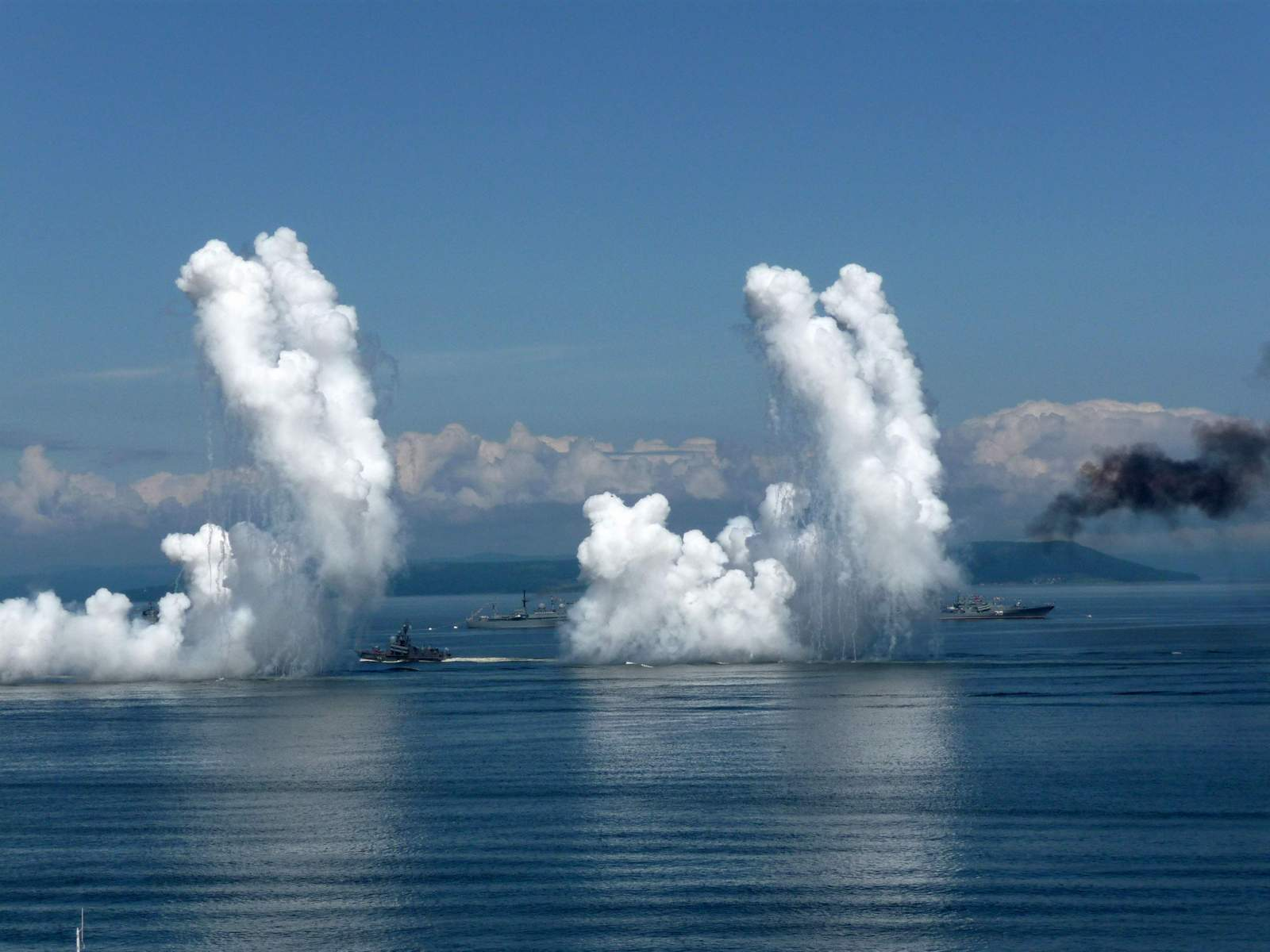
Постановка дымовой завесы ракетными катерами